# Paul Evans (Eishockeyspieler, 1954)
John Paul Evans (* 2. Mai 1954 in Toronto, Ontario) ist ein ehemaliger kanadischer Eishockeyspieler, der im Verlauf seiner aktiven Karriere zwischen 1971 und 1985 unter anderem 104 Spiele für die Philadelphia Flyers in der National Hockey League (NHL) auf der Position des Centers bestritten hat. Den größten Teil seiner aktiven Laufbahn verbrachte Evans jedoch bei den Maine Mariners in der American Hockey League (AHL), mit denen er in den Jahren 1978, 1979 und 1984 jeweils den Calder Cup gewann.

## Karriere
Evans verbrachte seine Juniorenzeit zwischen 1971 und 1974 bei den Kitchener Rangers in der Ontario Hockey Association (OHA). Über den Zeitraum der drei Spielzeiten kam der Mittelstürmer zu 194 Spielen für die Rangers, in denen ihm 260 Scorerpunkte gelangen.
Nachdem er im Frühsommer 1974 sowohl im NHL Amateur Draft 1974 in der fünften Runde an 84. Stelle von den Los Angeles Kings aus der National Hockey League (NHL) als auch im WHA Amateur Draft 1974 in der vierten Runde an 55. Position von den Chicago Cougars aus der zu dieser Zeit mit der NHL in Konkurrenz stehenden World Hockey Association (WHA) ausgewählt worden war, wechselte Evans im Herbst desselben Jahres in den Profibereich. Die Los Angeles Kings hatten sich die Dienste ihres Nachwuchstalents gesichert und setzten ihn in der Saison 1974/75 zunächst bei ihrem Farmteam, den Saginaw Gears, in der International Hockey League (IHL) ein. Der Kanadier verbrachte dort seine ersten drei Spieljahre als Profi und führte die Gears im Frühjahr 1977 als Topscorer der Playoffs zum Gewinn des Turner Cups. Darüber hinaus wurde er ins IHL First All-Star Team berufen. Zum Beginn der Saison 1977/78 setzten ihn die Kings bei ihrem Kooperationspartner in der American Hockey League (AHL), den Springfield Indians, ein. Kurze Zeit nach dem Saisonbeginn im November 1977 transferierten sie ihn allerdings zu den Philadelphia Flyers, um damit ein Transfergeschäft aus dem vorangegangenen Juni, bei dem Steve Short nach Los Angeles gewechselt war, abzuschließen.
In Philadelphia wurde der Kanadier zunächst weiterhin in der AHL bei den Maine Mariners eingesetzt, mit denen er noch in derselben Saison den Gewinn des Calder Cups feierte. Im darauffolgenden Jahr wiederholte er mit dem Team den Triumph und war dabei Topscorer der Playoffs. Ebenso kam Evans zu seinen ersten NHL-Einsätzen für die Philadelphia Flyers und stand insgesamt 44-mal für das Team auf dem Eis. Die folgenden drei Spielzeiten spielte der Angreifer – mit Ausnahme einer weiteren NHL-Begegnung für Philadelphia – ausschließlich für Maine und erhielt währenddessen im Jahr 1981 eine Berufung ins AHL Second All-Star Team. Erst in der Saison 1982/83 schaffte der inzwischen 28-Jährige den erstmaligen, dauerhaften Sprung in den Kader der Flyers. Er bestritt insgesamt 59 Spiele, ehe er sich in der folgenden Saison abermals im AHL-Kader der Mariners wiederfand und mit diesen seinen dritten Calder Cup gewann. Nachdem Evans auch die Spielzeit 1984/85 komplett in Maine verbracht hatte, beendete er im Sommer 1985 im Alter von 30 Jahren seine aktive Karriere.

## Erfolge und Auszeichnungen
| - 1977 Turner-Cup-Gewinn mit den Saginaw Gears - 1977 Topscorer der Turner-Cup-Playoffs - 1977 IHL First All-Star Team - 1978 Calder-Cup-Gewinn mit den Maine Mariners | - 1979 Calder-Cup-Gewinn mit den Maine Mariners - 1979 Topscorer der Calder-Cup-Playoffs (gemeinsam mit Ron Andruff) - 1981 AHL Second All-Star Team - 1984 Calder-Cup-Gewinn mit den Maine Mariners |

## Karrierestatistik
(Legende zur Spielerstatistik: Sp oder GP = absolvierte Spiele; T oder G = erzielte Tore; V oder A = erzielte Assists; Pkt oder Pts = erzielte Scorerpunkte; SM oder PIM = erhaltene Strafminuten; +/− = Plus/Minus-Bilanz; PP = erzielte Überzahltore; SH = erzielte Unterzahltore; GW = erzielte Siegtore; 1 Play-downs/Relegation; Kursiv: Statistik nicht vollständig)